# Sully-sur-Loire
Sully-sur-Loire (francoska izgovorjava [syli syʁ lwaʁ], dobesedno Sully na Loari) je občina v departmaju Loiret v severni osrednji Franciji. Je sedež kantona Sully-sur-Loire. Leži na levem bregu reke Loare. leta 2020 je imela občina 5141 prebivalcev.

## Zgodovina
Grad se omenja že leta 1102, nadzoroval je prehod čez Loaro, ki je izginil v 14. stoletju. Skozi stoletja je pripadal le trem družinam: prvim gospodarjem Sullyja, družini Trémouille in družini Béthune. Leta 1218 je Filip Avguste dal zgraditi glavni stolp. Leta 1396 je Gui VI. de La Trémoille začel gradnjo sedanjega gradu, Raymond du Temple (arhitekt kralja in vojvode Orléanskega) je pripravil načrte.
Mesto je med drugo svetovno vojno močno prizadelo bombardiranje. V povojnem obdobju je prišlo do gospodarskega preporoda, zlasti s prisotnostjo tovarne avtomobilske industrije v lasti zaporednih lastnikov Talbota in nato Peugeota, ki je leta 1979 zaposlovala skoraj 1100 ljudi, vendar se je nato leta 1985 zaprla.
Prva znana omemba prečkanja Loare pri Sully-sur-Loire sega v leto 1189, ko je Archambaud de Sully podaril samostanu pripadajoče carine in cestnino, zlasti na mostu. Izredne poplave Loare leta 1363 so nedvomno povzročile propad mostu. Dejansko poročilo o pomoči, ki jo je podelil kralj, iz let 1364-1366, omogoča ugotovitev stanja popolnega propada leta 1364: gospodar Sullyja je prebivalce pooblastil, da vzamejo kamenje iz "padlih lokov mostu". Viseči most so zgradili šele v prvi polovici 19. stoletja. Ta objekt je imel tri razpone in je bil naročena leta 1836. Prezidava je bila izvedena šele leta 1859, po poplavi leta 1856, ki je povzročila zrušitev desnega obrežnega opornika in sosednjega oboka. Rezultat je bil daljši most s podaljšanjem zadnjega loka na desnem bregu in izgradnjo dodatnega stebra na levem bregu. Po uničenju med drugo svetovno vojno je bil leta 1947 obnovljen. 16. januarja 1985 okoli 7.40 zjutraj ni zdržal hudega mraza in se po celi dolžini zrušil v strugo reke, ne da bi pri tem povzročil žrtve.

## Geografija
Občina leži na levem bregu reke Loare, katere struga je tu še posebej široka in ravna. Zato je bil tu že v zgodnjem srednjem veku brod oziroma prehod čez reko, od 10. stoletja pa most kot prehod čez reko. Most je bil v naslednjih stoletjih večkrat porušen in ponovno zgrajen. Sully-sur-Loire je najbolj znana po svojem gradu. Kraj pogosto služi kot izhodišče za oglede gradov Loare.

## Znamenitosti
- Cerkev Saint-Germain, zgodovinski spomenik; zgrajena v 11. stoletju na starejši stavbi, od katere ni ostalo nič. Obnovljena je bila po stoletni vojni, ponovno uničena med verskimi vojnami in ponovno obnovljena. Današnjo podobo je dobila ob koncu 17. stoletja, zlasti z najvišjim strukturnim zvonikom v Franciji. Med bombardiranjem 17. julija 1944 je bila delno uničena in aprila 2006 obnovljena kot razstavišče.
- Cerkev Saint-Ythier, zgodovinski spomenik
- Château de Sully-sur-Loire, zgodovinski spomenik
- Dvorec La Huardière, zgodovinski spomenik
- Most čez Loaro na departmajski cesti D 948, ki povezuje občini Sully-sur-Loire na levem bregu in Saint-Père-sur-Loire na desnem bregu. Ta most nadomešča viseči most, ki se je zrušil leta 1985.

### Château de Sully-sur-Loire
Château de Sully-sur-Loire je iz konca 14. stoletja in je odličen primer srednjeveške trdnjave. Zgrajen je bil na strateškem prehodu reke Loare. Grad je razširil Maximilien de Béthune, prvi vojvoda Sullyjski in predsednik vlade francoskega kralja Henrika IV. (1560–1641), ki je pokopan na ozemlju svojega gradu.
Kralj Ludvik XIV., njegova mati kraljica Ana Avstrijska in predsednik vlade kardinal Mazarin so marca 1652 poiskali zatočišče v gradu Sully-sur-Loire, potem ko so bili med uporom francoskega plemstva, znanega kot Fronde, pregnani iz Pariza.
- Château de Sully-sur-Loire
- Dvorec La Huardière
- Cerkev Saint-Germain
- Cerkev Saint-Ythier
- Mestna hiša

## Pobratena mesta
- Béthune, Francija
- Bradford on Avon, Združeno kraljestvo